# Blackpink in Your Area
Blackpink in Your Area (estilizado em letras maiúsculas) é o primeiro álbum de estúdio japonês do grupo feminino sul-coreano Blackpink. Foi lançado digitalmente em 23 de novembro de 2018 e fisicamente em 5 de dezembro pela YGEX.
O álbum é uma compilação de todas as músicas lançadas pelo Blackpink na época, incluindo seu EP japonês auto-intitulado e o mini-álbum coreano Square Up. As edições digitais do álbum incluem apenas as versões japonesas das músicas (com as três últimas faixas disponíveis neste idioma pela primeira vez), enquanto o lançamento físico é um álbum duplo com as versões japonesas no primeiro disco e as versões coreanas no segundo disco.

## Antecedentes e lançamento
Em 19 de outubro de 2018, foi anunciado que o grupo lançaria seu primeiro álbum de estúdio japonês. Também foi revelado que o álbum seria lançado em 12 versões em 5 de dezembro. Em 13 de novembro, foi relatado que o grupo fez uma parceria com a Shiseido para o lançamento de seu álbum. Também foi revelado que o álbum incluirá as versões japonesas de "Forever Young", "Really" e "See U Later", lançadas anteriormente no EP do grupo, Square Up (2018).
Em 22 de novembro, foi revelado que o álbum seria lançado em lojas digitais em 23 de novembro, contendo as nove versões japonesas dos singles do grupo. O álbum foi lançado digitalmente em 23 de novembro de 2018.

## Desempenho comercial
O álbum estreou no número 8 da Oricon Albums Chart em seu primeiro dia e alcançou o número 7 no segundo dia. No terceiro dia, o álbum caiu para o número 11 e para o número 17 no quarto dia, e subiu para o número 10 no quinto dia, caindo para o número 16 no sexto dia.
O álbum estreou no número 9 da Oricon Albums Chart em sua primeira semana, com 13.878 cópias físicas vendidas e caiu para o número 30 na segunda semana, com 3.044 cópias adicionais vendidas. O álbum estreou no número 91 na Top Download Albums da Billboard Japan por duas semanas, antes de chegar ao número 77 na terceira semana. Também estreou no número 12 nos Hot Albums da Billboard Japan, ficando no número 9 nas vendas de álbuns principais, com 14.710 cópias vendidas combinadas.

## Lista de faixas
| Download digital / CD 1: Versões japonesas |                        |         |  |
| N.º                                        | Título                 | Duração |  |
| 1.                                         | "Boombayah"            | 4:01    |  |
| 2.                                         | "Whistle"              | 3:31    |  |
| 3.                                         | "Playing with Fire"    | 3:17    |  |
| 4.                                         | "Stay"                 | 3:50    |  |
| 5.                                         | "As If It's Your Last" | 3:33    |  |
| 6.                                         | "Ddu-Du Ddu-Du"        | 3:29    |  |
| 7.                                         | "Forever Young"        | 3:57    |  |
| 8.                                         | "Really"               | 3:18    |  |
| 9.                                         | "See U Later"          | 3:19    |  |
| Duração total:                             | Duração total:         | 32:10   |  |

| CD 2: Versões coreanas |                        |                           |                                |                           |         |  |
| N.º                    | Título                 | Letras                    | Música                         | Arranjo                   | Duração |  |
| 1.                     | "Boombayah"            | Teddy Bekuh Boom          | Teddy Bekuh Boom               | Teddy                     | 4:01    |  |
| 2.                     | "Whistle"              | Teddy Bekuh Boom          | Teddy Future Bounce Bekuh Boom | Teddy Future Bounce       | 3:31    |  |
| 3.                     | "Playing with Fire"    | Teddy                     | Teddy R.Tee                    | R.Tee                     | 3:17    |  |
| 4.                     | "Stay"                 | Teddy                     | Teddy Seo Wonjin               | Teddy Seo Wonjin          | 3:50    |  |
| 5.                     | "As If It's Your Last" | Teddy Brother Su Choice37 | Teddy Future Bounce Lydia Paek | Teddy Future Bounce       | 3:33    |  |
| 6.                     | "Ddu-Du Ddu-Du"        | Teddy                     | Teddy 24 R.Tee Bekuh Boom      | Teddy 24 R Tee            | 3:29    |  |
| 7.                     | "Forever Young"        | Teddy                     | Teddy Future Bounce            | Teddy Future Bounce R.Tee | 3:57    |  |
| 8.                     | "Really"               | Teddy Danny Chung         | Teddy Choice37                 | Choice37                  | 3:17    |  |
| 9.                     | "See U Later"          | Teddy                     | Teddy R.Tee 24                 | R.Tee 24                  | 3:18    |  |
| Duração total:         | Duração total:         | Duração total:            | Duração total:                 | Duração total:            | 32:13   |  |

| DVD: Vídeos |                                     |         |  |
| N.º         | Título                              | Duração |  |
| 1.          | "Boombayah" (Videoclipe)            |         |  |
| 2.          | "Whistle" (Videoclipe)              |         |  |
| 3.          | "Playing with Fire" (Videoclipe)    |         |  |
| 4.          | "Stay" (Videoclipe)                 |         |  |
| 5.          | "As If It's Your Last" (Videoclipe) |         |  |
| 6.          | "Ddu-Du Ddu-Du" (Videoclipe)        |         |  |

| DVD: Seção ao vivo |                                                             |         |  |
| N.º                | Título                                                      | Duração |  |
| 1.                 | "Ddu-Du Ddu-Du" (Blackpink Arena Tour 2018)                 |         |  |
| 2.                 | "Forever Young" (Blackpink Arena Tour 2018; Versão coreana) |         |  |
| 3.                 | "Whistle" (Blackpink Arena Tour 2018; Versão acústica)      |         |  |
| 4.                 | "Stay" (Blackpink Arena Tour 2018)                          |         |  |
| 5.                 | "See U Later" (Blackpink Arena Tour 2018; Versão coreana)   |         |  |
| 6.                 | "Really" (Blackpink Arena Tour 2018; Versão coreana)        |         |  |
| 7.                 | "Playing with Fire" (Blackpink Arena Tour 2018)             |         |  |
| 8.                 | "Boombayah" (Blackpink Arena Tour 2018)                     |         |  |
| 9.                 | "As If It's Your Last" (Blackpink Arena Tour 2018)          |         |  |

## Desempenho nas tabelas
| Tabela musical (2018)        | Melhor posição |
| ---------------------------- | -------------- |
| Japão (Oricon)               | 9              |
| Japan Hot Albums (Billboard) | 12             |

## Histórico de lançamento
| Região | Data                   | Formatos                   | Gravadoras |
| ------ | ---------------------- | -------------------------- | ---------- |
| Várias | 23 de novembro de 2018 | Download digital streaming | YGEX Avex  |
| Japão  | 5 de dezembro de 2018  | CD CD+DVD                  | YGEX Avex  |